# انزو مگنانینی
انزو مگنانینی (انگلیسی: Enzo Magnanini; ۷ مهٔ ۱۹۳۵ – ۴ مارس ۱۹۶۸) بازیکن فوتبال اهل ایتالیا بود.
از باشگاه‌هایی که در آن بازی کرده‌است می‌توان به باشگاه فوتبال پروجا، باشگاه فوتبال ونتزیا، باشگاه فوتبال باری، و باشگاه فوتبال پارما اشاره کرد.